# 10146 Mukaitadashi
A 10146 Mukaitadashi (ideiglenes jelöléssel 1994 CV1) a Naprendszer kisbolygóövében található aszteroida. K. Endate és  Vatanabe Kazuró fedezte fel 1994. február 8-án.